# Ofer Bar-Yosef
Ofer Bar-Yosef (Jerusalem, 29 d'agost de 1937 - 15 de març de 2020) fou un arqueòleg, antropòleg, prehistoriador i professor universitari israelià, especialista en l'estudi del Paleolític.
Nascut a Jerusalem, després de realitzar el servei obligatori amb les Forces de Defensa d'Israel, el 1960 començà els seus estudis a l'Institut d'Arqueologia de la Universitat Hebrea de Jerusalem, concentrant-se principalment en l'arqueologia prehistòrica del Llevant meridional. Des de 1967, va ser professor d'Arqueologia Prehistòrica a la mateixa Universitat Hebrea de Jerusalem. El 1988 es va traslladar als Estats Units on es va convertir en professor d'Arqueologia Prehistòrica a la Universitat Harvard, així com comissari d'Arqueologia paleolítica de l'Arqueologia i Museu d'Estudi Peabody. Darrerament, era professor emèrit.
Va participar en diverses excavacions amb Stekelis, al jaciment Natufian i Neolític de Naḥal Oren (1959–60), a Ubeidiya (1960–66) i Ein Gev (1963–64). A partir de la dècada de 1960, va dirigir nombrosos projectes de recerca de camp, sobretot a la cova Hayonim, a l'oest de Galilea, a Ubeidiya, a diverses zones del Sinaí, a la cova Qafzeh a El-Wad Terrace i la cova de Kebara al Mont Carmel, i al jaciment neolític de Netiv Hagdud a la vall del Baix Jordà. Al costat de les seves continuades excavacions a la cova de Hayonim a la dècada de 1990 i a principis dels anys 2000, va participar activament en excavacions i investigacions de llocs situats en diferents parts del món, com Turquia, Xina, República de Geòrgia i República Txeca.
És autor de nombroses publicacions, diversos llibres i monografies i prop de tres-cents treballs de recerca. Fou coeditor de Geoarqueologia i Prehistòria eurasiàtica i ha format part del consell assessor de nombroses revistes científiques internacionals de prestigi.
El 2005 fou escollit com a membre de la British Academy del Regne Unit.
El març de 2020 va morir a causa d'una greu i incurable malaltia.